# Mes amis (roman)
Pour les articles homonymes, voir Mes amis.
Mes amis est le premier roman d'Emmanuel Bove, publié en 1924 aux éditions Ferenczi & fils. L'auteur n'est alors âgé que de 26 ans.

## Résumé
Victor Bâton passe ses journées à ne rien faire : il ne survit que de sa pension d'invalidité. Mais il aimerait se faire un grand ami, pour sortir de sa torpeur. Il part donc en quête de celui-ci, et pense atteindre son but à chaque rencontre.
Son âme plaintive, ainsi que ses enthousiasmes rapides et sa jalousie, le font échouer dans sa quête.

## Éditions
- Mes amis, Paris, Ferenczi & fils, coll. « Colette », 1924 (BNF 35225683)
- Mes amis, nouvelle édition, Paris, éditions Émile-Paul frères, 1926 (BNF 31861559)
- Mes amis, LGF, coll. « Le Livre de poche » no 5370, 1980  (ISBN 2-253-02419-8)
- Mes amis, Paris, J'ai lu, coll. « Roman » no 1973, 1986  (ISBN 2-277-21973-8) (BNF 34878585)
- Mes amis, Québec, éditions Nota bene, coll. « NB poche », préface de François Ouellet, 2002  (ISBN 2895181144)
- Mes amis, suivi de Un autre ami, préface de Jean-Luc Bitton, postface de Jean-Philippe Dubois, illustrations de François Ayroles, L'Arbre vengeur, 2017  (ISBN 979-10-91504-35-5)
- Mes amis, suivi de Un autre ami, L'Arbre vengeur, Coll. "l'arbuste véhément", 2018

## Adaptations

### Au théâtre
- 1983 : Monsieur Lacaze, d'après le roman Mes amis ; adaptation de Stéphane Verrue pour le Théâtre de la Découverte ; mise en scène de Stéphane Verrue ; Théâtre de la filature
- 1984 : Mes amis : spectacle de théâtre et de danse ; mise en scène de Dominique Bagouet ; Théâtre National Populaire
- 2003 : Victor bâton, d'après le roman Mes amis, adaptation Thierry Gimenez, mise en scène Pierre Pradinas ; Théâtre de l'union de Limoges

### À la radio
- 1983 : Mes amis d'Emmanuel Bove ; adaptation de Robert Bober ; réalisation Pierre Dumayet pour Antenne 2 ;
- 2020 : Mes Amis, adaptation de Laure Egoroff pour France-Culture[1].